# Maureen Crowley
Maureen Crowley (verheiratete de St. Croix; * 25. Mai 1953) ist eine ehemalige kanadische Sprinterin, Mittel- und Langstreckenläuferin.
Bei den British Commonwealth Games 1974 in Christchurch wurde sie Sechste über 800 m und gewann Bronze in der 4-mal-400-Meter-Staffel.
Bei den Crosslauf-Weltmeisterschaften kam sie 1977 in Düsseldorf auf den 43. Platz, 1979 in Limerick auf den 66. Platz und 1986 in Colombier auf den 108. Platz.
1986 siegte sie beim Ottawa Race Weekend über 10 km, 1990 wurde sie dort Dritte.
1973 wurde sie Kanadische Meisterin über 800 m und 1974 über 400 m.

## Persönliche Bestzeiten
- 800 m: 2:03,0 min, 11. Juli 1975, Athen
- 10-km-Straßenlauf: 35:03 min, 12. Mai 1990, Ottawa